# Lukáš Květoň
Lukáš Květoň (* 3. května 1982 Tábor) je někdejší český hokejista, který po hráčské kariéře pokračuje jako hlavní rozhodčí ledního hokeje.

## Hráčská kariéra
S hokejem začínal v Táboře, v devatenácti letech přestoupil do HC České Budějovice. První zápas v extralize odehrál na ledě Vsetína ve 24. kole sezony 2002/03 (Vsetín – Č. Budějovice 4:3). Od té doby s výjimkou hostovaní v klubech nižších soutěží v Českých Budějovicích zůstal až do přesunu týmu v roce 2013 a odehrál za ně 11 extraligových sezón. Sezónu 2013/14 odehrál za Mountfield Hradec Králové. Poté přestoupil do Chomutova. V listopadu 2015 se vrátil zpět do Českých Budějovic – do ČEZ Motor České Budějovice. Kariéru ukončil ve svém rodném Táboře za který v sezoně 2018/2019 odehrál 5 zápasů ve kterých zaznamenal 7 bodů (4+3).

### Reprezentace
Do reprezentace byl poprvé nominován v prosinci 2009, kdy byl náhradníkem pro přátelské utkání na Slovensku – do finální nominace se ale nakonec nedostal. V březnu 2010 byl pozván na reprezentační kemp před mistrovstvím světa. Nastoupil ke třem reprezentačním zápasům – dvakrát ve Švýcarsku a jednou proti Slovensku.

## Rozhodčí
Po ukončení aktivní hráčské kariéry se stal hlavním rozhodčím ledního hokeje, který pískal například v roce 2021 přípravná utkání mezi Českými Budějovicemi a Lincem (5:3) nebo v roce 2022 duel Sparty a Slavie (3:2).